# Glebus Sainciuc
Glebus Sainciuc (n. 19 iulie 1919, Chișinău, România – d. 16 octombrie 2012, Hîncești, raionul Hîncești, Republica Moldova) a fost un artist plastic basarabean, portretist, cunoscut mai ales pentru colecția sa de măști din papier mâché, pe care le prezenta el însuși. Autor al mai multor lucrări de pictură și grafică, apreciate înalt de critici, și personalitate remarcabilă prin atitudinea sa civică, artistul Glebus Sainciuc s-a distins prin originalitatea stilului, un incontestabil talent actoricesc și umor subtil..A avut foarte multe  albume ("Literatura si arta Moldovei": enciclopedie in doua volume,Chisinau,1989,etc)

## Studii, educație
- 1931-1940 școală generală, Chișinău
- 1944-1947 Școala Republicană de Arte plastice
- 1942-1944 Facultatea de arhitectură a Politehnicii din București

## Expoziții solo
- 1962, 1969 - Chișinău
- 1964, 1970 - Moscova
- 1965 - Baku
- 1966 - Odesa
- 1973 - Lvov
- 1987 - Uzbekistan
- 1992 - Cluj
- 1994 - Piatra-Neamț
- 1996 - Franța, Belgia
- 1998 - Iași
- 1998 - Chișinău
- 1999 - Jubileul "80 de ani", Chișinău

## Expoziții grup
- 1957 Expoziția Unională de arte plastice de la Moscova
- 1961 Prima participare la o expoziție de peste hotare (Sofia)
- 1960-2000 Expoziții "Saloanele Moldovei", expoziții de toamnă și de primăvară, Chișinău
- 1964 Laureat al concursului republican de portrete
- 1968 Participă la Expoziția Mondială de la Montreal
- 1980 Paris
- 1982 Moscova
- 1983 Moscova
- 1999 Festivalul internațional "teatrul unui actor"
- 2002 Limba noastră cea română, Centrul Expozițional „C. Brâncuși", Chișinău

## Premii, titluri, alte distincții
- 1967 Diploma de Onoare a Prezidiumului Sovietului Suprem al RSSM
- 1971 Medalia de argint a EREN, pentru o serie de portrete și grafică
- 1973 Laureat al consiliului republican de portrete
- 1975 devine membru al Uniunii Artiștilor Plastici din Moldova
- 1991 Titlul de artist plastic al poporului
- 1998 Ordinul Republicii Moldova
- 1999 Premiul pentru întreaga activitate și prosperarea artelor plastice.
- 2009 Doctor Honoris Causa (Academia de Științe a Moldovei).

## Albume
- Sainciuc G., Măști, șarje: album, Chișinău,Editura Literatura Artistică, 1983
- Sainciuc G., Literatura și arta Moldovei: enciclopedie. In două volume, Chișinău, 1986
- Cuciuc S., Livsit M., Gleb Sainciuc: monografie, Chișinău, Editura Lumina, 1975
- Gleb Sainciuc, Toma L. Portret v moldavskoi jivopisi, Chișinău, 1983,
- Rusu-Ciobanu V., Portretul plasticianului Glebus S., Chișinău, 1979